# CG Puigcerdà
Der Club Gel Puigcerdà ist ein spanischer Eishockeyclub aus Puigcerdà, der 1972 gegründet wurde und in der Superliga spielt.  

## Geschichte
Im Jahr 1972 gehörte der CH Puigcerdà zu den sechs Gründungsmitgliedern der Superliga, der höchsten spanischen Eishockeyliga. Bis zum ersten Titelgewinn dauerte es elf Jahre lang, ehe man 1983 den spanischen Pokal gewann. Drei Jahre später wurde der Verein erstmals Spanischer Meister und gewann im selben Jahr erstmals das Double aus Meisterschaft und Pokal. Seine erfolgreichste Zeit hat der Verein aus Katalonien seit der Jahrtausendwende. In den Jahren 2003 bis 2008 stand der Club fünfmal im spanischen Pokalfinale und konnte diesen viermal gewinnen. Seit der Jahrtausendwende erreichte der CG Puigcerdà neunmal das Finale um die spanische Meisterschaft, von denen man drei gewann. 
Zwar hat CG Puigcerdà eine lange Europapokalgeschichte, jedoch gewann man bislang erst ein Spiel auf internationaler Ebene bei einem Unentschieden und 19 Niederlagen in 21 Spielen. Dieser einzige Sieg in einem europäischen Vereinswettbewerb gelang den Katalanen am 19. Oktober 2008 in der zweiten Runde des IIHF Continental Cup 2008/09 beim 6:5 (3:3, 2:2, 1:0) über den HK Novi Sad aus Serbien.    

## Erfolge
- Spanischer Meister (6×): 1986, 1989, 2006, 2007, 2008, 2020
- Spanischer Pokalsieger (11×): 1983, 1984, 1986, 1992, 1999, 2004, 2005, 2007, 2008, 2009, 2010

## Stadion
Die Heimspiele des CG Puigcerdà werden im Palau de gel de Puigcerdà in Puigcerdà ausgetragen, der 1.450 Zuschauer fasst.  